# Les Pierres sauvages
Les Pierres sauvages est un roman de Fernand Pouillon publié le 1er septembre 1964 aux éditions du Seuil et ayant reçu le prix des Deux Magots l'année suivante.

## Résumé
Le roman, écrit à la première personne, se présente comme le journal de bord apocryphe du moine cistercien Guillaume Balz qui a été chargé par son ordre de reprendre et de terminer la construction de l'abbaye du Thoronet (construite en Provence entre 1160 et 1176). Le journal couvre la période qui va du 5 mars au 5 décembre 1161.
Alors que la communauté de l'abbaye est basée provisoirement à Notre-Dame-de-Florielle, à environ 24 km de là, Guillaume Balz dessine les plans du bâtiment et supervise le chantier où travaillent les frères et les convers. Le journal fait état des difficultés techniques, de l'avancement des travaux, émaillés d'incidents ou d'accidents, des problèmes financiers et humains et des questions doctrinales rencontrées. C'est l'occasion pour le moine d'une méditation personnelle sur l'ordre des choses, sur l'architecture et, à travers l'architecture, sur la création, surtout lorsqu'elle est animée par la foi.
Sans que Fernand Pouillon fasse état de ses propres convictions religieuses et métaphysiques, Les Pierres sauvages est l'occasion pour lui de dresser son autoportrait en moine bâtisseur.

## Éditions
- Les Pierres sauvages, éditions du Seuil, collection « Cadre rouge », 1964  (ISBN 2020010232), 232 p.
- Les Pierres sauvages : journal du maître d'œuvre Guillaume Balz, du cinq mars au cinq décembre 1161, à l'abbaie du Thoronet, éditions Le Jardin de Flore, illustrations de Fernand Pouillon, 1978, 145 p.
- Les Pierres sauvages, éditions du Seuil, 2006  (ISBN 2-02-089835-7), relié, illustré, 278 p.
- Les Pierres sauvages, éditions du Seuil, collection « Points », 2008  (ISBN 978-2-7578-0531-2), 271 p.

## Postérité
Le livre a fait l'objet d'une mise en spectacle sous la forme d'un oratorio, par Jean-Pierre Pottier à l'abbaye aux dames de Saintes en septembre 2008.